# @キャンパス
『@キャンパス』（アット- ）は、2009年4月5日から2011年3月31日までNHK衛星第1テレビジョン（NHK BS1）で放送された国際情報番組である。大学の学生が番組制作に携わったテレビ番組である。

## 概要
放送時間が20分間の情報番組で、大学の学生が番組の企画立案から取材まで番組の制作全般に関わるところに特徴がある番組である。主に関東地方の国公立大学あるいは私立大学の学生が出演し、いわゆる産学連携・協働事業のテレビ版である。
番組で紹介する大学の学生がキャスター（概ね2人）・リポーター（3人から5人）を担当し、さらにスタジオにいる学生の代表メンバー（10人前後）と出演するゲストとのインタビューを交えながら番組は進行される。学生は進行役・レポーター・パネリストを含め全員名札を付ける。また、BS1での放送の他に、NHKのワンセグサービス「NHKワンセグ2」でも放送が行われた（ワンセグ2での放送は再放送扱い）。

## 震災と番組の終了
2011年3月11日に発生した東北地方太平洋沖地震（東日本大震災）に伴い、BS1では総合テレビの同時放送や震災関連のニュースなどの特別編成が実施され放送回が中断した。同年3月26日（20:00 - 20:20に放送）の駿河台大学放送回から再開したが、旧BS1の放送終了日である3月31日（16:10 - 16:20）の文教大学放送回で終了した。
また、新チャンネルに移行したBS1でも4月2日（16:00 - 16:20）に最終回が放送され、この放送では、番組最初で最後のフルハイビジョン映像（1080i）による放送が行われた。

## 番組収録について
放送開始からは、番組で紹介する大学で収録する形式を採用したが、2009年10月17日にサテライトスタジオ「NHK@CAMPUS」を開設し、これ以降は原則としてこのスタジオで収録されたものを放送した。ただし、年数回は引き続き各地の大学での公開収録となる場合もある。

### NHK@CAMPUS
東京都渋谷区神宮前に開設したサテライトスタジオで、青山学院大学の青山キャンパス再開発事業で整備された「青山学院アスタジオ」の1階に設置された。
収録される主な番組
- 青山ワンセグ開発（ワンセグ2）
- ワンセグ☆ふぁんみ（同上、公開生放送）
- 世界につながる学生チャンネル ガッチャン!（BS1） - 終了
- ワンセグランチボックス（ワンセグ2） - 終了
- サンセットパーク（NHK-FM関東・甲信越地方向け、金曜日のみ） - 終了

## 主なコーナー
@ワールドニュース
1週間に起こった海外でのニュースや話題5項目から1つをピックアップし、問題点や解決策を議論するコーナー。
@インタビュー
海外の歌手やアーティストへのインタビューコーナー。なお、このコーナーでは全編英語でのインタビューとなる。
@スペシャル
話題や流行となっている物事を学生からの視点で紹介するコーナー。紹介する大学内での実例を挙げながら紹介する。

## 放送時間
いずれも日本標準時、すべてNHK BS1での放送時間。
2009年度
- 本放送
  - 日曜日 18:10 - 18:30
- 再放送
  - 月曜日 0:10 - 0:30（日曜日深夜、当日放送分）
  - 日曜日 9:10 - 9:30（前週放送分）

2010年度
- 本放送
  - 木曜日 23:30 - 23:50
- 再放送
  - 日曜日 1:20 - 1:40（土曜日深夜）
  - 水曜日 17:40 - 18:00

## スタッフ
- ナレーション：諏訪部順一
- 制作：NHKエンタープライズ
- 制作協力：東京ビデオセンター
- 制作・著作：NHK